# Billy Lansdowne
Pour les articles homonymes, voir Lansdowne.
William « Billy » Lansdowne, Jr. (né le 28 avril 1959 à Epping en Angleterre) est un footballeur anglais.

## Biographie

### Carrière de joueur
Natif d'Epping dans l'Essex, Lansdowne commence sa carrière dans le club du West Ham United FC, et fait ses débuts professionnels en Football League en 1978. Il inscrit quatre buts pour le club, dont un triplé en League Cup contre Southend United en 1979.
Il joue ensuite pour le Charlton Athletic ainsi que Gillingham, avant de partir pour la Suède en 1983 pour jouer avec le Kalmar FF. Lansdowne est ensuite le meilleur buteur de l'Allsvenskan lors de la saison 1985 avec dix buts.

### Vie personnelle
Le père de Lansdowne, Bill Lansdowne fut également un footballeur professionnel. 
Depuis sa retraite footballistique, il est devenu un commentateur sportif pour la télévision suédoise.